# Kvazipiezoelektričnost
Dve plasti nepolarnega bielektričnega materiala, ki vsebujeta naboj nasprotnih polarnosti, lahko inducirata električni signal kot piezoelektrični material. Signal se inducira, ko se debelina zračnih mehurčkov (med plastmi se nahajajo zračni mehurčki, katerih volumen se spreminja glede na mehanski pritisk) med plastema spremeni . V tem primeru signal ne izhaja iz piezoelektričnosti in lahko govorimo o kvazi piezoelektričnosti.